# Белоконь, Николай Иович
Никола́й Ио́вич Белоко́нь (22 мая 1899, Большая Джалга — 1970) — советский учёный в области термодинамики, теплотехники, энергетики железнодорожного транспорта и транспорта нефти и газа. Доктор технических наук (1938), профессор (1937), генерал-директор тяги 3 ранга (1949), заслуженный деятель науки и техники РСФСР (1958).

## Биография
Николай Иович Белоконь родился 22 мая 1899 года в станице Большая Джалга Ставропольского края в семье кубанского казака. После окончания сельской школы и учительской семинарии поступил  в Донской педагогический институт в 1916 году. В 1917 году Н. И. Белоконь был мобилизован на фронт, участвовал в Первой мировой войне, где получил тяжёлое ранение, а затем — в Гражданской войне. После демобилизации работал токарем, шеф-монтёром и продолжал учёбу в педагогическом институте. В 1920 году был направлен на учёбу в Московский механический институт им. М.В. Ломоносова, который закончил в 1925 году по специальности инженер - механик. После окончания института работал на руководящих инженерных должностях механического завода, затем заведовал энергетическим хозяйством объединения заводов «Клейтук», с 1928 по 1964 годы работал во Всероссийском научно-исследовательском институте железнодорожного транспорта.
В 1934 году Николай Иович был приглашён на педагогическую работу в Московский нефтяной институт — в настоящее время — РГУ Нефти и Газа имени И.М. Губкина, где вскоре возглавил кафедру теплотехники (в настоящее время — кафедра термодинамики и тепловых двигателей), которой бессменно руководил с 1934 по 1970 г. В 1937 году  ему были присвоены звания профессора, Действительного члена института и ученая степень  кандидата технических наук, а в 1938 году он защитил докторскую диссертацию на тему "Теплопередача при переменных температурах".
Н.И. Белоконь автор и соавтор свыше 100 опубликованных научных работ. Одним из направлений научной деятельности профессора Н.И. Белоконь являются его работы по термодинамике — теоретической основе работы всех видов тепловых двигателей. В 1954 году вышла в свет его монография "Термодинамика", а в 1968 году — курс лекций "Основные принципы термодинамики". Им были пересмотрены методы построения основных принципов термодинамики, дано независимое обоснование принципа существования энтропии на основе постулата Белоконя. Он впервые в мире ввел в расчётные схемы теплопередачи индекс противоточности. (Индекс противоточности является основной характеристикой схемы теплообмена при переменных температурах). Николай Иович внёс большой вклад в развитие теории теплообмена между потоками газа и окружающей средой в условиях трубопроводного транспорта природных газов. Последние годы своей жизни Н.И. Белоконь посвятил анализу работы газотурбинных установок на трубопроводах. Он был первым из советских учёных, который увидел перспективу основного применения газотурбинных установок (после авиации) в транспортировке газа по магистральным газопроводам. Одновременно он занимался исследованиями  по проблеме трубопроводного транспорта сжиженного и охлаждённого газов и тепловым режимам трубопроводов большого диаметра. За большой вклад в науку, производство и подготовку научных и инженерных кадров Н.И. Белоконь был награждён орденом Ленина (1954), двумя орденами Трудового Красного Знамени (1931, 1952) и медалями. В 1949 году ему было присвоено звание генерала тяги Министерства путей сообщения, а в 1958 — звание заслуженного деятеля науки и техники РСФСР.
Н. И. Белоконь скончался в 1970 г. Похоронен в Москве на Новодевичьем кладбище (Новая территория, Колумбарий, 133 секция).

## Научная деятельность
Внёс большой вклад в развитие теоретических основ термодинамики: обобщил математическое выражение первого начала термодинамики для обратимых и необратимых процессов, введя понятие внутреннего теплообмена, дал независимое (от принципа необратимости) обоснование принципа существования энтропии на базе нового постулата Белоконя. Он впервые ввёл в расчётные схемы теплопередачи индекс противоточности.
Н.И. Белоконь стоял у истоков школы «Энергетика трубопроводного транспорта природных газов». Он был первым из наших учёных, «кто увидел и понял, что основной сферой применения газотурбинных установок в промышленности (после авиации) является трубопроводный транспорт газа по магистральным трубопроводам».
Входил в состав Учёного совета Московского нефтяного института им. И. М. Губкина, специализированного совета по присуждению ученых степеней в области газонефтепромысловых и нефтетранспортных специальностей, Учёного совета Всесоюзного НИИ железнодорожного транспорта.
Руководил студенческим научно-техническим кружком термодинамики и теплотехники.
Автор и соавтор более 100 опубликованных научных работ, в том числе: «Рабочий процесс паровой машины» (1935); «Рабочий процесс поверхности нагрева» (1935); «Теплопередача при переменных температурах» (1940); «Аналитические основы теплового расчета трубчатых печей» (1941).

### Избранные труды
Источник — электронные каталоги РНБ Архивная копия от 22 января 2010 на Wayback Machine
- Белоконь Н. И. Газотурбинные установки на компрессорных станциях магистральных газопроводов. — М.: Недра, 1969. — 109 с.
- Белоконь Н. И. Газотурбинный привод центробежных нагнетателей на компрессорных станциях магистральных газопроводов : Учеб.-метод. пособие по курсу «Тепловые двигатели» для специальностей 0207 — «Проектирование и эксплуатация газонефтепроводов, газохранилищ и нефтебаз», 0508 — «Машины и оборудование нефт. и газовых промыслов» / М-во высш. и сред. спец. образования СССР. Моск. … ин-т нефтехим. и газовой пром-сти им. И. М. Губкина. — М.: Б. и., 1968. — 64 с.
- Белоконь Н. И. Испытание форсунок на пароходе «Гражданин». — М. : Транспечать НКПС, 1930. — 76 с. — (2-й сборник Института судостроения и судоремонта / Центр. науч.-иссл. упр. Нар. ком. пут. сообщ. ; Вып. 116)
- Белоконь Н. И. Основные принципы термодинамики. — М.: Недра, 1968. — 111 с.
- Белоконь Н. И. Термодинамика. — М.; Л.: Госэнергоиздат, 1954. — 416 с.
- Белоконь Н. И. Термодинамические процессы газотурбинных двигателей. — М.: Недра, 1969. — 127 с.
- Белоконь Н. И. , Ходанович И. Е. , Кривошеин Б. Л. Термодинамические процессы при эксплуатации магистральных газопроводов / 11-й Междунар. газовый конгресс. — Москва : Б. и., 1970. — 11 с.

## Награды
- орден Ленина
- два ордена Трудового Красного Знамени
- медали
- Заслуженный деятель науки и техники РСФСР (1958).

## Память
Имя Н. И. Белоконя присвоено стипендии студентам РГУ нефти и газа им. И. М. Губкина.